# 腺萼落新妇
腺萼落新妇（学名：Astilbe rubra）为虎耳草科落新妇属下的一个种。